# Langestraat (Enschede)
De Langestraat is een horeca- en winkelstraat in de binnenstad van Enschede, die loopt van de Oude Markt naar De Klomp.
Aan de straat liggen het stadhuis en de voormalige Twentse Schouwburg. Ook Het ei van Ko ligt aan de Langestraat.